# Mary Benson
Dorothy Mary Benson, née le 8 décembre 1919 à Pretoria et décédée le 19 juin 2000 à Londres,, est un militante des droits civiques et écrivaine sud-africaine.

## Biographie

### Jeunesse
Née le 8 décembre 1919 à Pretoria, Mary Benson sert dans l'armée des femmes sud-africaines pendant la Seconde Guerre mondiale.
Après la guerre, elle devient la secrétaire du réalisateur David Lean,.

### Activisme et littérature
Mary Benson fait la connaissance de l'auteur Alan Paton et lit son roman Pleure, ô pays bien-aimé, dont le thème principal est la discrimination raciale en Afrique du Sud. Cette lecture l'affecte grandement et elle devient une militante pour les droits des sud-africains noirs,.
Elle travaille avec Michael Scott (en) (qui, en 1946, fut le premier homme blanc à être emprisonné pour avoir résisté aux lois raciales de l'Afrique du Sud), en devenant sa secrétaire en 1950. Avec Michael Scott, Mary Benson aide à fonder le Bureau africain.
En 1957, elle est nommée secrétaire du Fonds de défense contre les procès pour trahison. En 1961, elle déménage dans la province du Natal pour assister Albert Lutuli lorsqu'il reçoit le prix Nobel de la paix.
Grâce à tout ce travail, Mary Benson se familiarise avec le Congrès national africain (ANC). Elle aide Nelson Mandela à s'échapper d'Afrique du Sud en 1962, et interviewe plusieurs personnalités éminentes de l'ANC, dont Walter Sisulu et James Calata (en). Sur la base de ces expériences, elle écrit la première histoire générale de l'ANC: The African Patriots.
Elle témoigne devant le Comité des Nations unies sur l'apartheid en 1963 et est la première Sud-Africaine à le faire. Elle est par la suite assignée à résidence et "bannie" en 1966. Elle quitte ensuite le pays et vit en exil à Londres, en Angleterre.
La biographie de Mary Benson sur Nelson Mandela, Nelson Mandela : l'homme et le mouvement, est la deuxième biographie de Nelson Mandela à être écrite. Sa publication en Afrique du Sud a été interdite durant l'apartheid.

### Vie à Londres et décès
Mary Benson est une ami proche du dramaturge Athol Fugard. Elle édité ses Notebooks 1960-1977  et écrit Athol Fugard et Barney Simon: Bare Stage, a Few Props, Great Theatre,,.
Elle apparaît comme une naufragée dans l'émission Desert Island Discs (en) de la BBC Radio le 16 février 1997.
Quelques mois avant la mort de Mary Benson, Nelson Mandela lui rend visite dans son appartement à Londres.
Mary Benson décède le 19 juin 2000,. Ses papiers, y compris la correspondance avec Semane Molotlegi et ceux relatifs à sa biographie de Tshekedi Khama (en), sont archivés à la Bodleian Library of Commonwealth and African Studies à Oxford. D'autres documents, y compris des documents relatifs à sa biographie de Nelson Mandela et à sa correspondance avec d'autres militants anti-apartheid, font partie des collections de l'Institut d'études du Commonwealth conservées à la bibliothèque du Sénat.

## Publications
- Mary Benson, The Tragedy of Apartheid, Christian Action, 1958[13]
- Mary Benson, The Badge of Slavery (The pass laws of South Africa)., Christian Action, 1960[14]
- Mary Benson, Tshekedi Khama, Faber and Faber, 1960[15]
- Mary Benson, Chief Albert Lutuli of South Africa, Oxford University Press, 1963 (lire en ligne)[16]
- Mary Benson, African Patriots. The story of the African National Congress of South Africa, Faber and Faber, 1963[7]
- Mary Benson, South Africa: The Struggle for a Birthright, Penguin, Harmondsworth, 1966[7]
- Mary Benson, At The Still Point, Gambit, Boston, USA, 1969
- Mary Benson, Nelson Mandela: The man and the movement, W.W. Norton & Co., 1986 (ISBN 978-0393022964, lire en ligne )[17]
- Mary Benson, A Far Cry: The Making of a South African, Viking, London, 1989[7]
- Mary Benson, Athol Fugard and Barney Simon: Bare Stage, a Few Props, Great Theatre, Ravan Press, Randburg, South Africa, 1997[10]